# 신예영
신예영(1991년 12월 3일~)은 대한민국의 가수이다. 2019년 싱글 앨범 '넌 내가 보고 싶지 않나 봐'로 정식 데뷔했다.

## 생애
신예영은 1991년 12월 3일 서울특별시에서 2녀 중 둘째로 태어나 서울예술대학교 실용음악과를 졸업했다. 슈퍼스타K7 출신으로 2019년, 뮤직 드라마 "오드리 프로젝트"의 싱글 '우리 왜 헤어져야 해'에 참여하면서 가수 경력을 시작했다.
이후 싱글 '넌 내가 보고 싶지 않나 봐', '그리워하지도 말고, 찾아오지도 마'를 공개했고 드라마 "미씽: 그들이 있었다" OST에 참여했다. 2023년에는 박기영의 원곡을 리메이크 한 '마지막 사랑', 새 EP 앨범 "혼잣말 獨白"의 타이틀 곡 '네가 보고 싶은 건 자연스러운 거겠지'를 통해 음악 차트에 이름을 올렸다.

## 학력
- 서울예술대학교 실용음악과 전문학사 (졸업)

## 방송
- 슈퍼스타K 7 (2015) - Top26

## 기타
- 2020 피처링MJ - 다시, 겨울이 지나고 봄이 오듯이
- 2019 노래즌즌 - 그렇게 우린
- 2019 피처링빅가이로빈 - 감기
- 2018 피처링정키 - 어제 같은 일
- 2017 노래루바토 - 귀한 건 쉽게 얻어지지 않아
- 2016 노래임혜민 - 난 아직

## 음반
- 우리 왜 헤어져야 해 (2019)
- 넌 내가 보고 싶지 않나 봐 (2020)
- 미씽: 그들이 있었다 OST Part.3 (2020)
- 그리워하지도 말고, 찾아오지도 마 (2020)
- 미씽: 그들이 있었다 OST (2020)
- 아직 낫서른 OST Part.3 (2021)
- 미안하다고 말하지 말아 줘 (2021)
- 전화 한 번 못하니 (너에게 하고 싶은 말 X 신예영) (2021)
- 흔하고 흔한 이별(2022)
- 헤어지기 싫어(연애혁명-왕자림 테마,2022)
- 우리 만날까(2023)